# راندال مايرز
راندال مايرز (بالإنجليزية: Randall Meyers)‏ هو ملحن ومخرج أمريكي، ولد في 1955.

## وصلات خارجية
- راندال مايرز على موقع IMDb (الإنجليزية)
- راندال مايرز على موقع ميوزك برينز (الإنجليزية)
- راندال مايرز على موقع ديسكوغز (الإنجليزية)
- راندال مايرز على موقع قاعدة بيانات الفيلم (الإنجليزية)